# Karol Bołoz Antoniewicz
Karol Bołoz Antoniewicz (* 6. November 1807 in Galizien; † 13. November 1852 in Obra) war ein polnischer katholischer Theologe und Missionar der Jesuiten.

## Leben

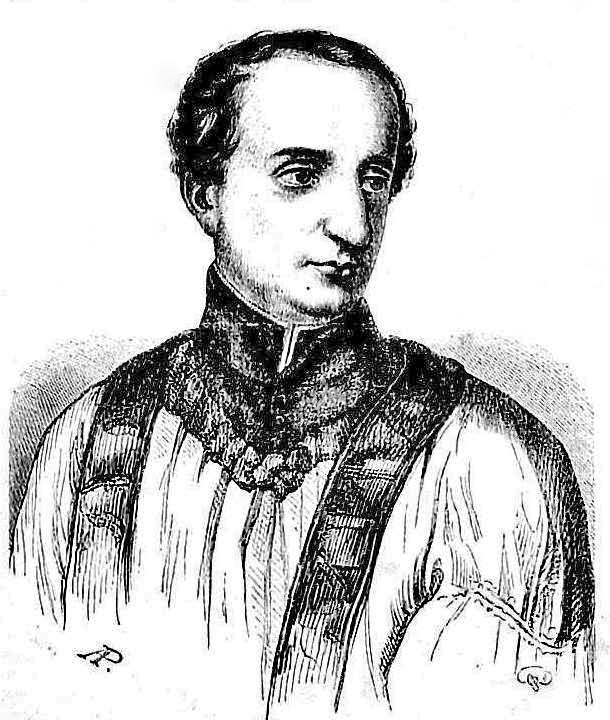
Karol Bołoz Antoniewicz

Karol Bołoz Antoniewicz entstammte einer vornehmen armenischen Familie und besuchte 1831 die Universität Lemberg. Er genoss eine gute Erziehung und konnte fließend Englisch, Italienisch, Französisch sprechen. Da er der höheren Gesellschaft angehörte, befasste er sich auch mit der Musik und der Dichtkunst. Am Insurrektionskrieg nahm er in Polen im Korps des General Dwernicki teil. Als der Krieg beendet war, kehrte er in seine Heimat zurück und begann von dort aus Reisen in den Orient, um sich fortzubilden.
Von diesen Reisen zurückgekehrt, ehelichte er Sophie Nikorowicz, die mit ihm verwandt war. Die Ehe war durch den heiligen Stuhl genehmigt worden. Der Ehe entstammten fünf Kinder, die jedoch allesamt früh starben. Schließlich erkrankte Antoniewicz' Frau auch und es konnten ihr keine Ärzte helfen. Daher wandten sie sich an den Beichtvater der Jesuiten Friedrich Rinn. Sollte Sophie geheilt werden, versprach sie, den Barmherzigen Schwestern beizutreten und Antoniewicz den Jesuiten. Schließlich starb sie. Dennoch trat Antonievicz als Novize am 11. September 1839 in Stara Wieś in den jesuitischen Orden ein.
In seiner Zeit bei den Jesuiten lebte er demütig, gehorsam und aufopfernd, sodass er seinen Mitbrüdern ein Vorbild war. Auch dichtete und komponierte er Kirchenlieder. Dabei zeigte er ein Talent für die Improvisation. So entstand das Werk Majówka w Orzechówce, dass von den Sitten seiner Mitbrüder und seiner eigenen Weltanschauung berichtet und in zwei Abschriften vorliegt.
Als Antoniewicz sein Ordensgelübde ablegte, vermachte er einen Großteil seines Vermögens dem Lemberger Soeurs de la coeur Jésus. Er stiftete auch der Ordensbibliothek in Stara Wieś hunderte von Büchern. Später ging er als Prediger nach Lemberg. Dort erhielt er allgemeine Wertschätzung und konnte das Volk durch seine Predigten mitreißen. Dabei forderte er Religiosität.
1852 reiste er als Missionar nach Preußen. Dort erkrankte er an Cholera und erlag ihr am 13. November 1852 zu Obra, 44 Jahre alt. Er hatte Schriften in polnischer und deutscher Sprache geschrieben, die als von gutem Stil, von tiefer Religiosität und Poetik gelobt wurden.

## Werke
- Sonety (Lemberg 1828)
- Bielany, poezya (Lemberg 1829)
- Stanzen eines nordischen Aschenmannes (Wien 1831)
- Listki palmowe (Wien 1834)
- Wspomnienia Mikuliczyna 1833 (Lemberg 1834)
- Majówka w Orzechówce (1845)
- Święty Isydor, oracz. Podarek dla szkółek ludu naszego (Leszno 1849)
- Obrazki z życia ludu wiejskiego dla szkółek wiejskich (Lemberg 1850)
- Czytania świąteczne dla ludu naszego (zwei Teile, Krakau 1850)
- Droga krzyżowa. Z rycinami stacyj (Krakau 1850)
- Pamiątka jubileuszu w roku 1851 (Krakau 1851)
- Ojcze nasz. Upominek missyjny dla matek i dziatek (Leszno 1852)
- Nauki i mowy przygodne miane w Krakowie (Krakau 1853)
- Wspomnienia missyjne z roku 1846 (Posen 1855)